# Mickey Walker
Mickey Walker, właśc. Edward Patrick Walker (ur. 13 lipca 1901 w Elizabeth, zm. 28 kwietnia 1981 we Freehold) – amerykański bokser, zawodowy mistrz świata kategorii półśredniej  i średniej. Jest uważany za jednego z najwybitniejszych pięściarzy wagi średniej w historii.
Rozpoczął karierę boksera zawodowego w 1919. W tym roku stoczył 19 walk, z których przegrał tylko dwie. W 1920 walczył 12 razy, a w 1922 16 razy, niemal zawsze w formacie no decision, w tym 18 lipca 1921 z ówczesnym mistrzem świata w wadze półśredniej Jackiem Brittonem, którą prasa określiła jako remisową.
W 1922, po stoczeniu kolejnych 14 walk, zmierzył się 1 listopada w Madison Square Garden w Nowym Jorku z Brittonem w walce o tytuł mistrza świata w wadze półśredniej. Walker zwyciężył jednogłośnie na punkty i został nowym mistrzem. W obronie tytułu stoczył następujące pojedynki:
| Data                     | Miejsce    | Oponent         | Wynik               | Źródło |
| ------------------------ | ---------- | --------------- | ------------------- | ------ |
| 22 marca 1923(dts)       | Newark     | Pete Latzo      | no decision         | [ 3 ]  |
| 20 września 1923(dts)    | Davenport  | Bobby Green     | no decision         | [ 4 ]  |
| 2 czerwca 1924(dts)      | Filadelfia | Lew Tendler     | wygrana na punkty   | [ 5 ]  |
| 1 października 1925(dts) | Filadelfia | Bobby Barrett   | nokaut w 6. rundzie | [ 6 ]  |
| 21 września 1925(dts)    | Nowy Jork  | Dave Shade      | wygrana na punkty   | [ 7 ]  |
| 21 listopada 1925(dts)   | Newark     | Sailor Friedman | no decision         | [ 8 ]  |

W międzyczasie Walker stoczył 7 stycznia w Newark walkę o tytuł mistrza świata z Mikiem McTigue’em. Walka była w formacie no decision i chociaż Walker zdaniem prasy przeważał, nie zdołał wygrać przed czasem i zdobyć tytułu w nowej kategorii. 2 lipca tego roku w Nowym Jorku Walker zmierzył się w pojedynku o mistrzostwo świata w wadze średniej z Harrym Grebem, ale przegrał po 15 rundach. 20 maja 1926 w Scranton utracił tytuł mistrza świata w wadze półśredniej, gdy Pete Latzo pokonał go na punkty. 26 czerwca tego roku Joe Dundee zwyciężył Walkera przez techniczny nokaut w 8. rundzie.

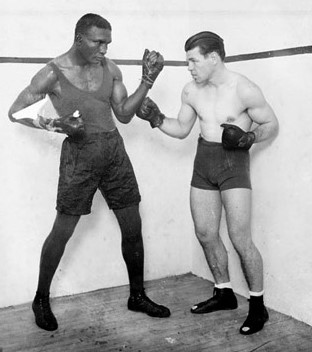
Walker (z prawej) i Tiger Flowers

W tym samym 1926 Walker znowu został mistrzem świata, gdy 3 grudnia w Chicago pokonał na punkty pogromcę Greba Tigera Flowersa. Obronił nowo zdobyty pas 30 czerwca 1927 w Londynie nokautując mistrza Europy Tommy’ego Milligana. W tym samym roku wygrał w walkach towarzyskich z czołowymi bokserami wagi półciężkiej Mikiem McTigue’em i Paulem Berlenbachem. W 1928 obronił tytuł mistrza świata w wadze średniej po walce no decision z Jockiem Malone i wygranej na punkty z Ace Hudkinsem.

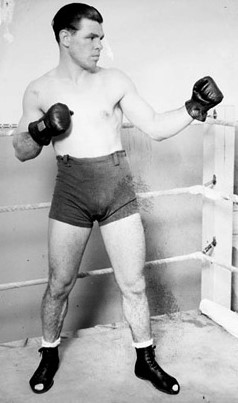
Mickey Walker w 1926

28 marca 1929 w Chicago Walker ponownie spróbował zdobyć mistrzostwo świata w wadze półciężkiej, ale obrońca tytułu Tommy Loughran wygrał z nim na punkty. W sierpniu tego roku Walker pokonał Leo Lomskiego, a 29 października w obronie pasa w wadze średniej (uznawanego przez NYSAC i Komisję Bokserską stanu Kalifornia) ponownie wygrał na punkty z Ace Hudkinsem. Więcej tego tytułu nie bronił, formalnie rezygnując z niego w 1931. W 1930 pokonał m.in. ponownie Leo Lomskiego, a od 1931 walczył głównie z bokserami kategorii ciężkiej. 22 lipca tego roku zremisował z Jackiem Sharkeyem. W 1932 pokonał takich zawodników, jak King Levinsky i Paulino Uzcudun, ale 26 września Max Schmeling wygrał z nim przez techniczny nokaut w 8. rundzie. Od 1933 Walker walczył głównie w wadze półciężkiej. 6 lipca pokonał go Lou Brouillard, a 3 listopada w Madison Square Garden Walker zmierzył się w walce o mistrzostwo świata w kategorii półciężkiej z Maxie Rosenbloomem, ale przegrał na punkty. W 1934 pokonał w towarzyskiej walce Rosenblooma, a przegrał z Young Corbettem III.  Ostatnie 8 walk zawodowych stoczył w 1935. Zmarł w 1981.
Walka Walkera z Jackiem Brittonem z 1922 była inspiracją dla Ernesta Hemingwaya do napisania opowiadania Pięćdziesiąt kawałków.
Walker został wybrany podczas pierwszej elekcji w 1990 do Międzynarodowej Bokserskiej Galerii Sławy.